# Белостокско-Минское сражение
Белостокско-Минское сражение — приграничное сражение на центральном участке советско-германского фронта во время Великой Отечественной войны 22 июня — 9 июля 1941 года. В результате сражения основные силы советского Западного фронта оказались в окружении и были разгромлены, большей частью попали в плен. 28 июня немецкие войска взяли Минск.

## Планы и силы сторон

### Германия
Немецкое командование наносило основной удар на Московском направлении силами группы армий «Центр» (командующий — генерал-фельдмаршал Ф. фон Бок) и 2-го воздушного флота (генерал-фельдмаршал А. Кессельринг). На 22 июня 1941 общая численность 1 453 200 солдат и офицеров (50 дивизий), 1700 танков, 910 самолётов, 3000 орудий.
- 3-я танковая группа (6-й и 5-й армейские корпуса и 57-й и 39-й моторизованные корпуса, всего 4 танковые, 3 моторизованные и 4 пехотные дивизии), наступавшая из района Сувалок.
- 2-я танковая группа (47-й, 24-й и 46-й моторизованные и 12-й армейский корпуса, всего 5 танковых, 3 моторизованные, 1 кавалерийская, 6 пехотных дивизий и 1 усиленный полк), наступавшая из района Бреста.

План заключался в нанесении удара сильными фланговыми группировками при относительно слабом центре.
2-я и 3-я группы должны были соединиться и окружить советские войска западнее Минска. Одновременно пехотные соединения (всего 7 армейских корпусов, 20 пехотных дивизий), сведённые в две армии, вели наступление на окружение и должны были соединиться восточнее Белостока.
- 4-я армия (43-й, 7-й, 9-й и 13-й армейские корпуса, всего 12 пехотных и 2 охранные дивизии) наступала из района Бреста
- 9-я армия (8-й, 20-й и 42-й армейские корпуса, всего 8 пехотных и 1 охранная дивизии) наступала из района Сувалки.

Создание «двойных клещей» было излюбленной тактикой вермахта в течение всей кампании 1941 года.
В задачи люфтваффе входил разгром советской авиации в первые же дни войны и завоевание полного господства в воздухе.

### СССР
Советский Западный Особый военный округ, преобразованный в Западный фронт (командующий — генерал армии Д. Г. Павлов), насчитывал в своём составе три армии:
- 3-я армия под командованием генерал-лейтенанта В. И. Кузнецова (4 стрелковые дивизии и мехкорпус в составе 2 танковых и 1 моторизованной дивизии) занимала оборонительный рубеж в районе Гродно
- 10-я армия под командованием генерал-майора К. Д. Голубева (самая мощная, насчитывала в своем составе 2 стрелковых и 2 механизированных корпуса, один из них в полной боевой готовности, а также 1 кавалерийский корпус, всего 6 стрелковых, 2 кавалерийские, 4 танковые и 2 моторизованные дивизии) располагалась в Белостокском выступе
- 4-я армия под командованием генерал-майора А. А. Коробкова (4 стрелковые, 2 танковые и 1 моторизованная дивизии) прикрывала район Бреста.
- Вновь созданная 13-я армия под командованием генерал-лейтенанта П. М. Филатова (на 22 июня 1941 года имела в своём составе только полевое управление) должна была принять полосу обороны на южном фасе Белостокского выступа, но её штаб только начал выдвижение на запад.
- В непосредственном подчинении командующего войсками округа находились также 4-е стрелковых корпуса (2-й, 21-й, 44-й, 47-й), 50-я стрелковая дивизия, 4-й воздушно-десантный корпус, два механизированных корпуса (17-й и 20-й), 6 укрепрайонов)[3].

Противовоздушную оборону наиболее важных объектов в границах военного округа осуществляли войска Западной зоны ПВО.
Всего в составе округа было 44 дивизии (24 стрелковые дивизии, 2 кавалерийские дивизии, 12 танковых дивизий, 6 мотострелковых дивизий, 3 воздушно-десантных бригады, 9 укрепленных районов.
На 1 июня 1941 года округ имел на вооружении 2900 танков, в том числе новых, не бывших в эксплуатации — 470 машин, требующих среднего ремонта — 385, требующих капитального ремонта — 323. В танковом парке основу составляли легкие Т-26 различных модификаций и около 600 танков семейства БТ (402 БТ-7, 149 БТ-5, 56 БТ-2), а также 479 бронеавтомобилей (343 средних и 136 легких). Также имелось 117 тяжелых танков КВ и 266 танков Т-34 (в 6-м и 11-м механизированных корпусах).
По рассекреченным в начале XXI века данным отчетных документов войск, на утро 22 июня 1941 года части Западного фронта имели в своём составе:
- личного состава по списку — 599 450 человек, ещё 71 715 человек находились в частях на больших учебных сборах;
- 6437 полевых орудий, 6640 миномётов и 1124 зенитных орудия;
- 2900 танков и самоходных артиллерийских установок (из них 2192 исправных);
- 1771 боевой самолёт (из них 1 539 исправных), включая 489 бомбардировщиков, 1 043 истребителя, 8 штурмовиков, 231 разведчик, 41 самолёт вспомогательной авиации;
- 35 102 автомашины;
- 5706 тракторов и тягачей;
- 68 648 лошадей.

В подчинении командования округа находились 4-й и 8-й дивизионы бронепоездов. К 1938 году были построены дополнительно 3 укрепрайона. Полоцкий, Минский, Мозырский и Слуцкий укрепрайоны имели 876 долговременных сооружений, а Гродненский, Осовецкий, Замбрувский и Брестский укрепрайоны имели около 200 полностью вооруженных долговременных огневых сооружений, 193 бронированных огневых точки (закопанные танки МС-1), 909 оборонительных сооружений полевого типа на 1 июня 1941 года.
Войска второго эшелона Западного ОВО начали выдвижение к границе. Так, перед самой войной штаб 2-го стрелкового корпуса прибыл из-под Минска в район Бельска на южный фас Белостокского выступа, где должен был войти в подчинение штаба новой 13-й армии; в состав этой же армии из-под Смоленска перебрасывался 44-й стрелковый корпус в составе трёх стрелковых дивизий (соответственно из Смоленска, Вязьмы и Могилёва).
21-й стрелковый корпус в составе трёх стрелковых дивизий начал движение из Витебска в район Лиды и был подчинён штабу 3-й армии.
47-й стрелковый корпус начал движение из Бобруйска в район Обуз-Лесьна, где перед самой войной было развёрнуто полевое управление Западного фронта.
Кроме того, на территорию Западного ОВО начата переброска 22-й армии из состава Уральского военного округа (к началу войны в район Полоцка прибыло 3 стрелковые дивизии) и 21-й армии — из состава Приволжского ВО (к началу войны в район Гомеля также прибыло несколько стрелковых дивизий). Эти войска не принимали участие в Приграничном сражении, однако сыграли большую роль на следующем этапе войны.

## Действия сторон

### Начало немецкого наступления

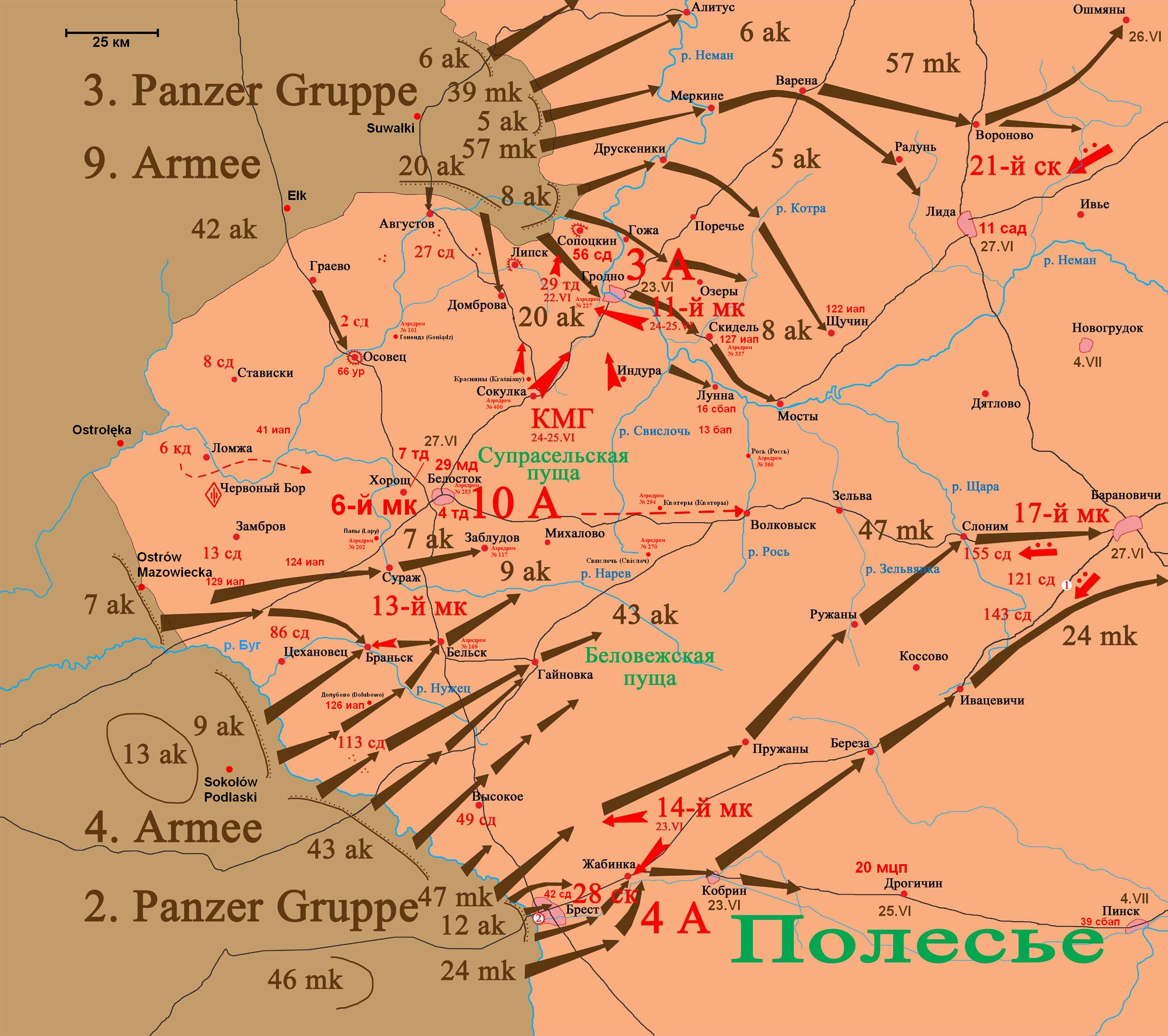
Бои на Белостокском выступе 22-25 июня 1941

Наземному наступлению вермахта предшествовало мощное воздушное нападение, которое в считанные часы привело к разгрому советской авиации.
На северном фасе Белостокского выступа немецкая 3-я танковая группа (командующий — генерал-полковник Гот) наносила основной удар в Литве. Её цель — разгромив находившиеся там советские войска, зайти в тыл советскому Западному фронту.
В первый же день моторизованные корпуса вышли к Неману и захватили мосты в Алитусе и Мяркине, после чего продолжили наступление на восточном берегу.
Сражение за Алитус между боевыми отрядами немецкого 39-го мотокорпуса и советской 5-й танковой дивизией оказалось одним из самых тяжёлых за всю войну для 39-го мотокорпуса.
Действовавшая южнее немецкая 9-я армия (генерал-полковник А. Штраус) атаковала с фронта советскую 3-ю армию (генерал-лейтенант В. И. Кузнецов), отбросила её и на следующий день заняла Гродно. Контратаку советского 11-го механизированного корпуса под Гродно в первый день войны противник отбил.
На фронте советской 10-й армии противник вёл отвлекающие действия.
А вот на южном фасе Белостокского выступа сокрушительный удар в направлении Бельска нанесли три корпуса в первом эшелоне немецкой 4-й армии (генерал-фельдмаршал Г. фон Клюге). Оборонявшиеся здесь три советские стрелковые дивизии были отброшены и частично рассеяны.

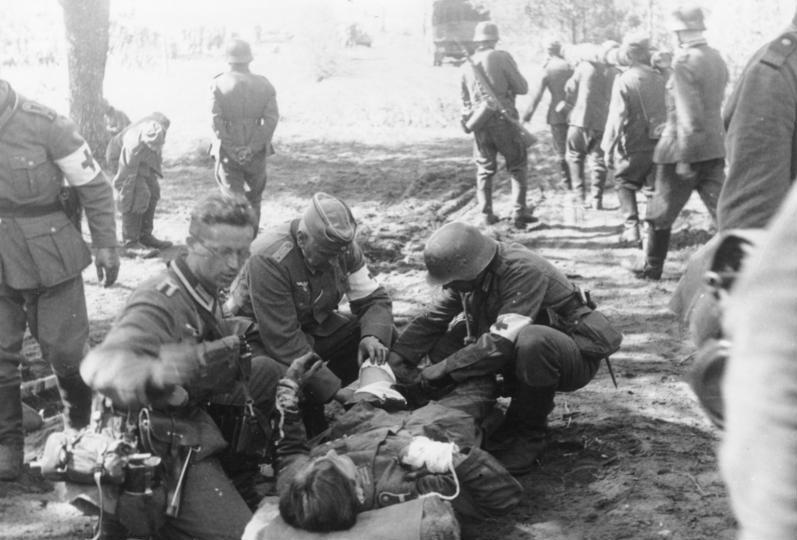
Начало немецкого наступления. Перевязочный пункт под Августовом. 22 июня 1941 года

В полдень 22 июня в р-не Браньска вступил в бой с противником советский 13-й мехкорпус, находившийся в стадии формирования.
К исходу дня советские войска были выбиты из Браньска. Весь следующий день за город шёл бой. После отражения советских контратак 24 июня немецкие войска продолжили наступление и заняли Бельск.
В р-не Бреста советская 4-я армия подверглась удару 2-й танковой группы (генерал-полковник Г. Гудериан). Два немецких моторизованных корпуса форсировали р. Буг севернее и южнее Бреста. Непосредственно на город наступал 12-й армейский корпус в составе трёх пехотных дивизий.
В течение короткого времени советские соединения, располагавшиеся в самом Бресте, крепости и военных городках вокруг Бреста (2 стрелковые и 1 танковая дивизии), были разгромлены в результате артиллерийских ударов и авианалётов.
Уже к 7:00 22 июня Брест был захвачен, однако в Брестской крепости организованная оборона продолжалась ещё около недели, а очаговая — до конца июля. На вокзале сопротивление советских подразделений под руководством старшины Павла Баснева также продолжалось ещё неделю.

### Советские контрудары
Вечером 22 июня командующие Северо-Западного, Западного и Юго-Западного фронтов получили «Директиву № 3» за подписями наркома обороны СССР маршала Тимошенко, начальника Генштаба РККА генерала армии Жукова и члена Главного военного совета Маленкова: 
«нанеся мощный контрудар», уничтожить наступающего противника и к 24 июня занять польские города Сувалки и Люблин. 
23 июня в штаб Западного фронта вылетели представители высшего командования — маршалы Б. М. Шапошников и Г. И. Кулик, затем маршал К. Е. Ворошилов. Маршал Г. И. Кулик сразу же выехал в 10-ю армию.

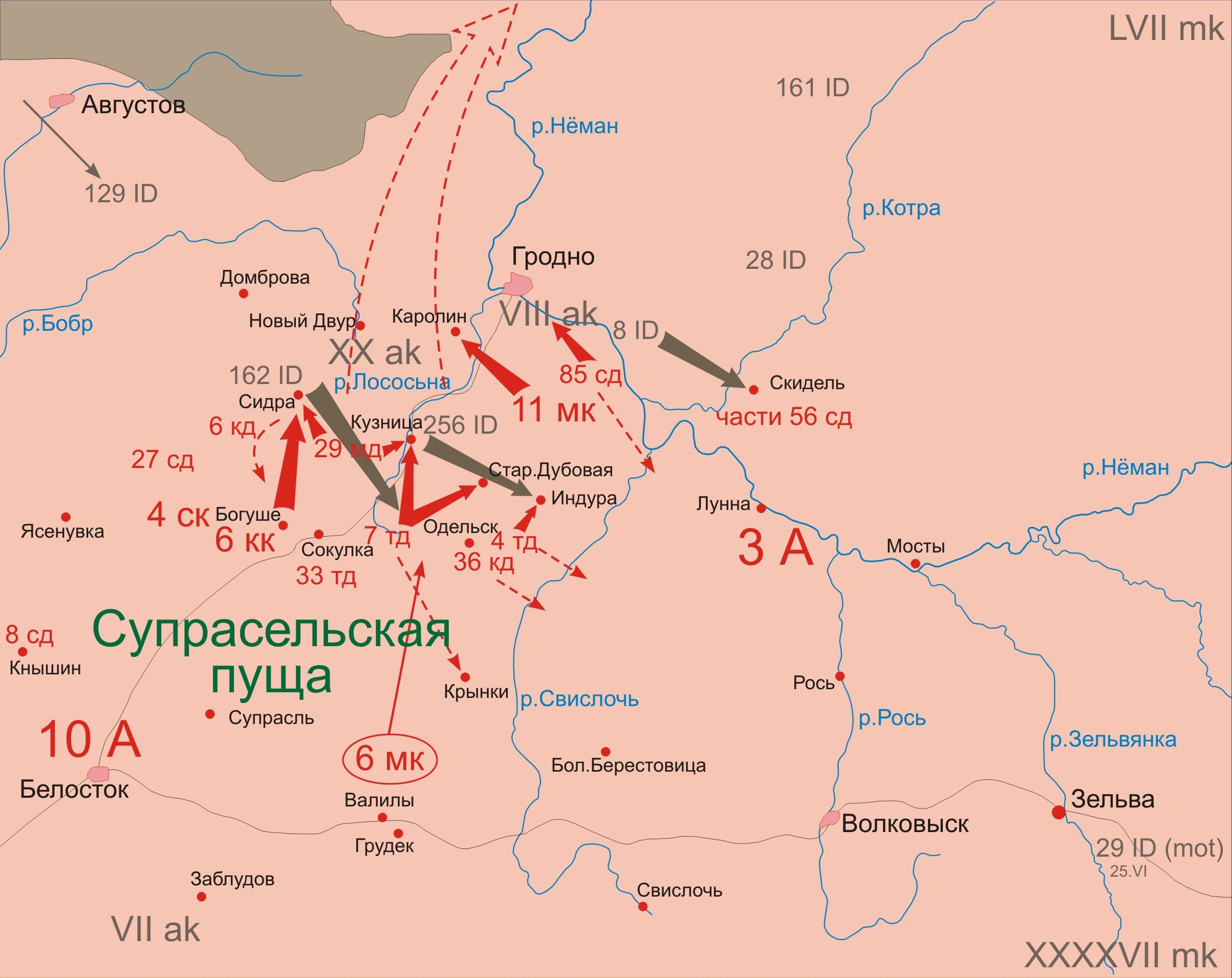
Советский контрудар под Гродно 24-25 июня 1941 года

23 июня части советского 14-го мехкорпуса и 28-го стрелкового корпуса 4-й армии контратаковали немецкие войска в р-не Бреста, но были отброшены.
Немецкие моторизованные корпуса продолжили наступление на Барановичи и на Пинск и заняли Пружаны, Ружаны и Кобрин.
24 июня начался советский контрудар в районе Гродно силами сформированной конно-механизированной группы (КМГ) под командованием замкомандующего фронтом генерал-лейтенанта И. В. Болдина.
К контрудару привлекли боеготовый 6-й мехкорпус (более 1000 танков) генерал-майора М. Г. Хацкилевича и 6-й кавкорпус.
Противнику удалось остановить войска КМГ Болдина. Причины: господство в воздухе немецкой авиации, плохая организация удара, атака на подготовленную противотанковую позицию и разгром советских тылов.
Впрочем, отдельно действующему 11-му мехкорпусу 3-й армии даже удалось выйти к пригороду Гродно. Немецкий 20-й армейский корпус на время вынужденно перешел к обороне.

Начштаба Вермахта Гальдер записал 24 июня:
Теперь стало ясно, что русские не думают об отступлении, а, напротив, бросают все, что имеют в распоряжении, навстречу вклинившимся германским войскам.
При этом верховное командование противника, видимо, совершенно не участвует в руководстве операциями войск. Причины таких действий противника неясны. Полное отсутствие крупных оперативных резервов совершенно лишает командование противника возможности эффективно влиять на ход боевых действий.

Наличие многочисленных запасов в пограничной полосе указывает на то, что русские с самого начала планировали ведение упорной обороны пограничной зоны и для этого создали здесь базы снабжения
Однако остальные немецкие корпуса 9-й армии (8, 5 и 6) продолжили охват основных сил советской армии в Белостокском выступе. Из-за неудачи контрудара и фактического начала окружения к 20:00 25 июня И. В. Болдин приказал прекратить атаки и начать отступление.

### Белостокский котёл
Белостокский выступ, в котором располагались советские войска, имел форму бутылки с горлышком на восток и опирался на единственную дорогу Белосток—Слоним. При этом все штабы соединений 10-й армии к началу войны находились западнее линии Белостока:
- 1-й стрелковый корпус — Визна
- 5-й стрелковый корпус — Замбрув
- 6-й механизированный корпус — Белосток
- 13-й механизированный корпус — Бельск
- 6-й кавалерийский корпус — Ломжа.

К 25 июня стало ясно — охват немецкими войсками Белостокского выступа грозит войскам советского Западного фронта полным окружением. В полдень 25 июня советские 3 А и 10 А получили приказ штаба фронта на отступление. 3 А предстояло отступать на Новогрудок, 10 А — на Слоним.

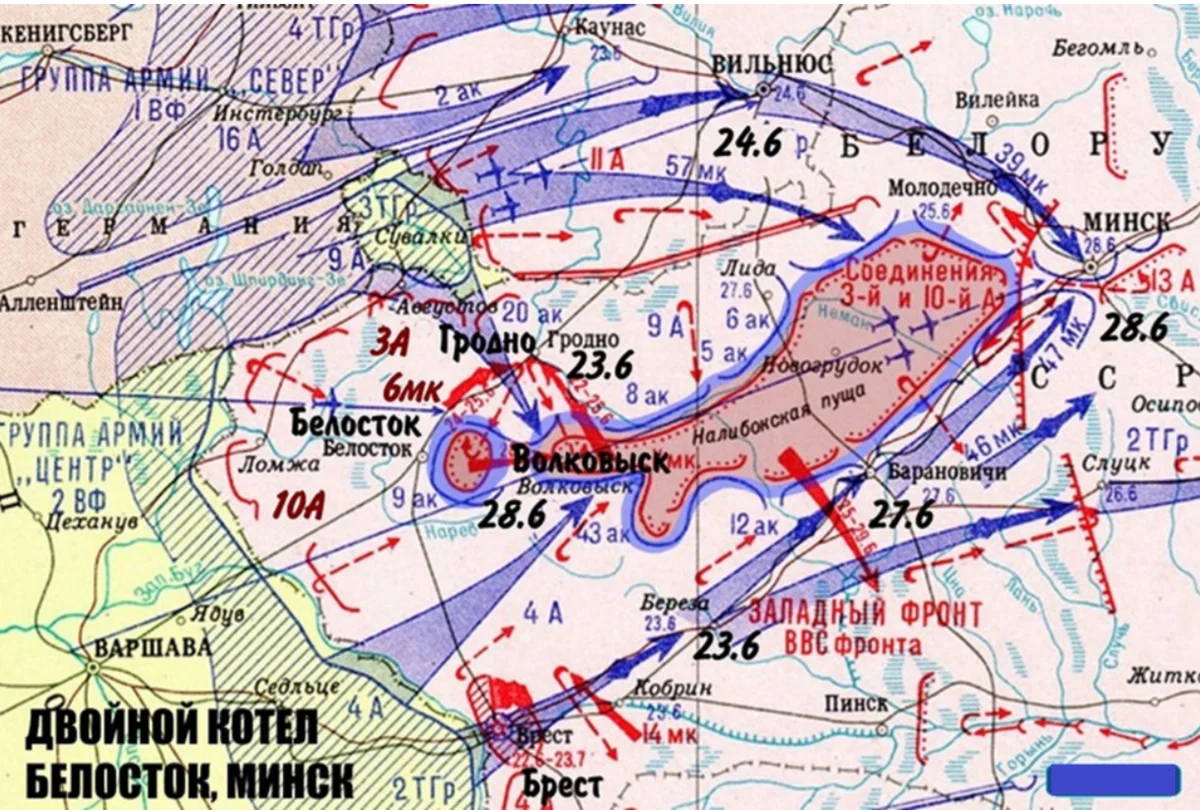
Белостокско-Минский котел, июнь 1941

27 июня советские войска оставили Белосток. Чтобы сохранить пути отхода, они вели бои в р-не Волковыска и Зельвы.
28 июня противник занял Волковыск. Белостокский котёл в р-не Волковыска оказался рассечён надвое. Противник окружил часть сил 10 А восточнее Белостока.
В западной части котла, ближе к Белостоку, оказались части 10 А. В восточной части котла, в р-не Новогрудки, — соединения 3 А и 13 А Западного фронта.
Некоторые немецкие дивизии перешли к обороне «перевёрнутым фронтом» на рубеже Слоним, Зельва, Ружаны.
Так, пути отхода 3 А и 10 А были перерезаны, а войска, сумевшие отойти из Белостокского выступа, оказались в окружении в нескольких котлах между Большой Берестовицей, Волковыском, Мостами, Слонимом и Ружанами. Бои в этом районе достигли особого напряжения 29-30 июня.
По словам начштаба Вермахта Ф. Гальдера, бои в эти дни сковали весь центр и часть правого крыла немецкой 4-й армии, которую пришлось усилить 10 ТД. В военном дневнике он пишет о тех днях:
Упорное сопротивление русских заставляет нас вести бой по всем правилам наших боевых уставов. В Польше и на Западе мы могли позволить себе известные вольности и отступления от уставных принципов; теперь это недопустимо. (приводит впечатления немецкого генерал-инспектора пехоты Отта о боях в р-не Гродно).
Русские всюду сражаются до последнего человека. Лишь местами сдаются в плен, в первую очередь там, где в войсках большой процент монгольских народностей (перед 6 А и 9 А). При захвате артбатарей в плен сдаются лишь немногие. Часть русских сражается, пока их не убьют, другие бегут, сбрасывают форму и пытаются выйти из окружения под видом крестьян.

Наши совершенно перемешавшиеся дивизии прилагают все усилия, чтобы не выпустить из внутреннего кольца окружения противника, отчаянно пробивающегося на всех направлениях.
1 июля части 4-й немецкой армии вошли в соприкосновение с частями 9-й армии, завершив полное окружение советских войск, отступавших из Белостокского выступа.
3 июля командование над пехотными дивизиями 4-й армии принял штаб 2-й армии (генерал-полковник М. фон Вейхс, который наряду с командующим 9-й армией А. Штраусом возглавлял немецкие войска на завершающем этапе сражения).
4 А генерал-фельдмаршала Г. фон Клюге, которой оперативно подчинялись 2 и 3 ТГ, продолжила наступление на восток.
До конца июня продолжались бои в Брестской цитадели. 29 июня немецкая авиация сбросила на Восточный форт (последний очаг сопротивления советских войск) две 500-кг бомбы и одну бомбу весом 1800 кг. Утром следующего дня штаб немецкой 45-й пехотной дивизии доложил о полном взятии Брестской крепости, однако изолированные друг от друга отряды советских воинов вели бои на территории крепости почти до середины июля. Дивизия объявила о захвате 7000 пленных, включая 100 офицеров, при этом её собственные потери составили 482 убитых (в том числе 32 офицера) и более 1000 раненых (более 5 % от общего числа убитых на всём Восточном фронте к 30 июня 1941 года).

### Оборона Минска и Минский котёл

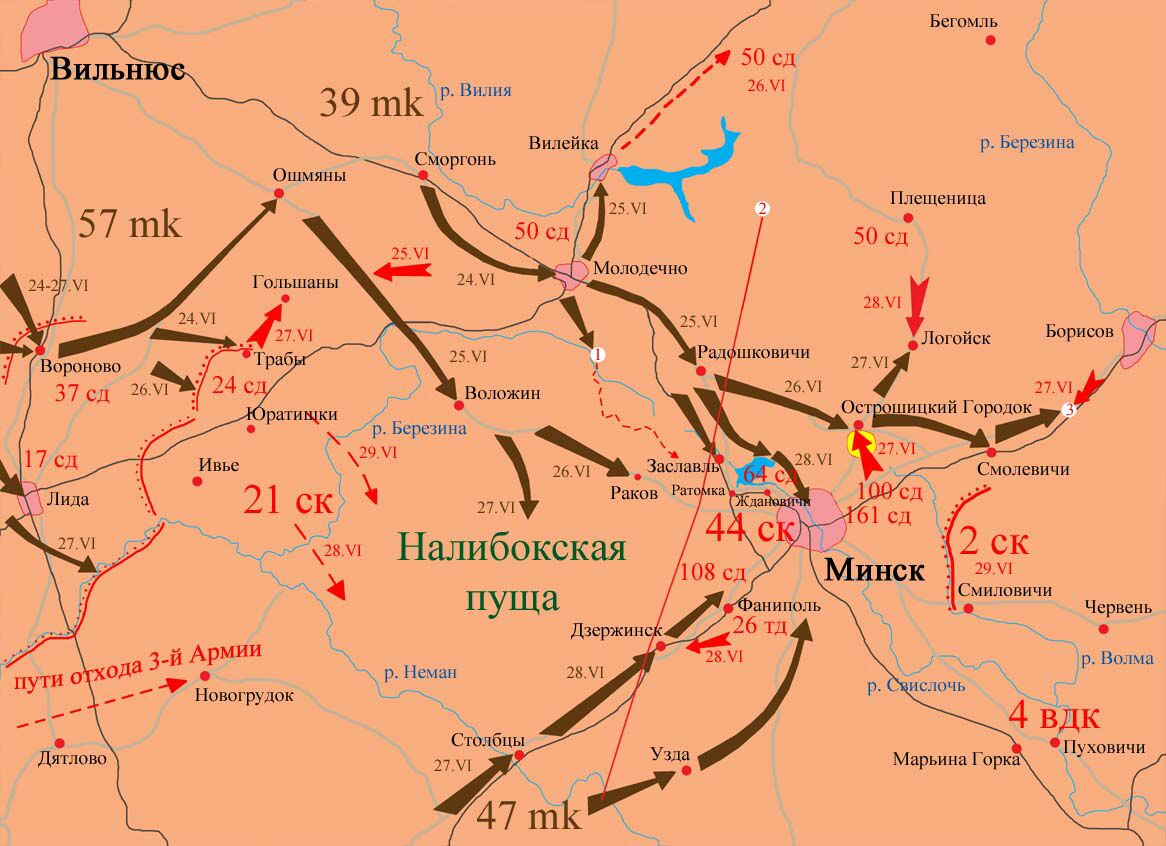
Прорыв немецкой 3-й танковой группы к Минску
24-28 июня 1941 года

Тем временем продвигавшиеся на восток немецкие моторизованные корпуса 24 июня натолкнулись на второй эшелон советского Западного фронта.
47-й мотокорпус немецкой 2-й танковой группы столкнулся с тремя советскими дивизиями в районе Слонима, которые задержали его на сутки, а 57-й мотокорпус 3-й танковой группы — с 21-м стрелковым корпусом в районе Лиды.
В это время немецкий 39-й мотокорпус, продвигаясь в оперативной пустоте, 25 июня вышел на подступы к Минску. К столице Белоруссии прорвались три танковые дивизии (7, 20, 12) — всего до 700 танков. На следующий день к ним присоединилась 20-я моторизованная дивизия.
26 июня были заняты Молодечно, Воложин и Радошковичи. 7 ТД обошла Минск с севера и направилась к Борисову. В ночь на 27 июня её передовой отряд занял Смолевичи на шоссе Минск — Москва.
Минск оборонял 44-й стрелковый корпус комдива В. А. Юшкевича, занявший позиции Минского укрепрайона, а также 2-й стрелковый корпус (генерал-майор А. Н. Ермаков). Всего в р-не Минска находилось 4 советские стрелковые дивизии.
27 июня командование над войсками, оборонявшими Минск, принял штаб 13 А (генерал-лейтенант П. М. Филатов), который только что вышел из-под удара в районе Молодечно.
Нарком обороны СССР маршал С. К. Тимошенко отдал приказ: Минск ни в коем случае не сдавать, даже при условии полного окружения войск, его обороняющих. В этот же день советская 100 СД провела контратаку на Острошицкий Городок севернее Минска, но та была отбита.
Тем временем 26 июня немецкий 47-й моторизованный корпус 2-й танковой группы занял Барановичи, подходя к Минску с юга. 27 июня он захватил Столбцы, а 28 июня — Дзержинск.
28 июня около 17:00 части немецкой 20-й танковой дивизии ворвались в Минск с северо-запада. Две дивизии 44-го стрелкового корпуса остались удерживать позиции западнее Минска, в то время как 2-й стрелковый корпус отошёл восточнее Минска на рубеж реки Волма.
В результате охватов немецких 2-й и 3-й танковой групп в Налибокской пуще оказались окружены остатки 3-й, 10-й и части 13-й и 4-й армий. К 8 июля бои в Минском котле были завершены.

## Последствия

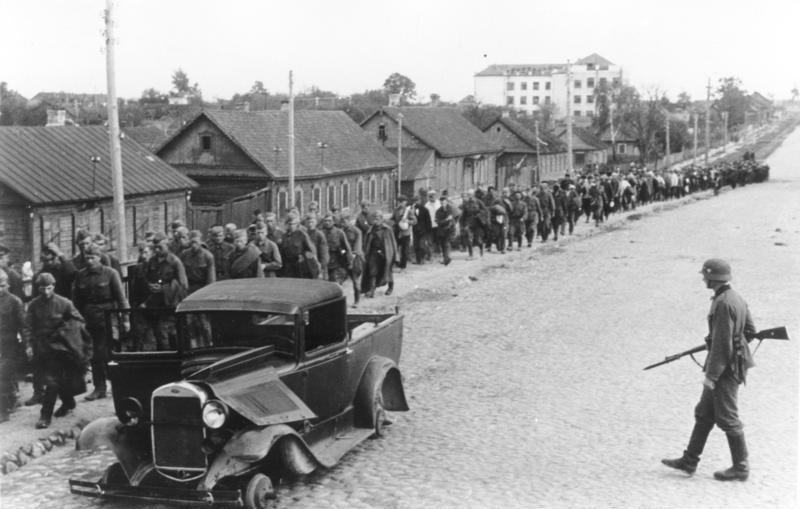
Колонна советских военнопленных и разбитый ГАЗ-4 на улицах Минска. 2 июля 1941 года

В ходе наступления противник добился серьёзных оперативных успехов: нанёс тяжёлое поражение советскому Западному фронту, захватил значительную часть Белоруссии и продвинулся на глубину свыше 300 км. Только сосредоточение Второго Стратегического эшелона, занявшего позиции по рр. Западная Двина и Днепр, позволило задержать продвижение вермахта к Москве в Смоленском сражении.
Из состава советской 3-й армии были полностью разгромлены 4-й стрелковый и 11-й механизированные корпуса, в 10-й армии оказались уничтожены все соединения и части армии.
Всего в Белостокском и Минском «котлах» были уничтожены 11 стрелковых, 2 кавалерийские, 6 танковых и 4 моторизованные дивизии, погибли 3 комкора и 2 комдива, попали в плен 2 комкора и 6 командиров дивизий, ещё 1 командир корпуса и 2 командира дивизий пропали без вести.
11 июля в сводке немецкого Главного Командования подведены итоги боёв группы армий «Центр»: в двух котлах — Белостокском и Минском — взято в плен 324 тыс. человек, в том числе несколько старших генералов. Захвачено 3332 танка, 1809 орудий и другие многочисленные военные трофеи.
Немецкий историк В. Хаупт пишет о 287 704 пленных, захвате 2585 танков, 245 неповреждённых самолётов и 1449 орудий, но это данные из приказа Ф. фон Бока от 8 июля 1941 года.
Официальные российские данные по потерям Западного фронта учитывают все потери Вооружённых сил с 22 июня по 9 июля, включая контрудары на борисовском и лепельском направлениях, но не учитывают потери пограничных войск (к 22.06.1941 года их численность в Белоруссии составляла 19 519 человек), войск НКВД и других служб, не относящихся к наркомату обороны СССР. Они составляют 341 073 человек безвозвратных потерь и 76 717 санитарных, итого 417 790 человек.

### Моральный эффект
Поражение под Минском оказало сильное психологическое воздействие на советское руководство и серьёзно пошатнуло репутацию Красной Армии и всего государства в целом. 29 июня И. В. Сталин сказал членам Политбюро:

Ленин оставил нам великое наследие, а мы, его наследники, всё это просрали…

Советское Информбюро о сдаче Минска не сообщило.

### Судьба генералов
4 июля командующий Западным фронтом генерал армии Д. Г. Павлов и некоторые другие генералы были арестованы. После недолгого следствия Д. Г. Павлов был осужден Военной коллегией Верховного суда СССР, лишён воинского звания и всех наград и приговорён к расстрелу.
Вместе с ним были осуждены и 22 июля расстреляны начштаба фронта генерал-майор В. Е. Климовских и начальник связи фронта генерал-майор А. Т. Григорьев.
Начальник артиллерии фронта генерал-лейтенант Н. А. Клич и командир 14-го механизированного корпуса генерал-майор С. И. Оборин были арестованы 8 июля и впоследствии расстреляны.
Командующий 4-й армией генерал-майор А. А. Коробков 8 июля был отстранён от должности, на следующий день арестован и расстрелян 22 июля вместе с Павловым, Климовских и Григорьевым.
Был арестован и позже (23 февраля 1942 г.) расстрелян замкомандующего ВВС Западного фронта генерал-майор авиации А. Таюрский.
Командующий ВВС Западного Особого Военного Округа генерал-майор авиации И. И. Ко́пец, узнав о потерях ВВС округа в течение первого дня войны, после приземления застрелился у себя в кабинете. Командир 9-й смешанной авиационной дивизии, потерявшей в первый день войны 347 самолётов из 409, генерал-майор авиации С. А. Черных 8 июля был арестован и вскоре расстрелян.
После смерти Сталина все расстрелянные военачальники были реабилитированы и восстановлены в воинских званиях (посмертно).

## Дополнительные источники
- Измена 1941
- Библиотека «Линия Сталина»
- Ситуационные карты германского генштаба